# کابانا، پرو
کابانا (به اسپانیایی: Cabana) یک شهر در پرو است که در استان پایاسکا واقع شده‌است. کابانا ۱۵۰٫۲۹ کیلومتر مربع مساحت و ۲٬۹۱۸ نفر جمعیت دارد و ۳٬۲۲۴ متر بالاتر از سطح دریا واقع شده‌است.